# Бар Нан (Вајоминг)
Бар Нан (енгл. Bar Nunn) град је у америчкој савезној држави Вајоминг.

## Демографија
По попису из 2010. године број становника је 2.213, што је 1.277 (136,4%) становника више него 2000. године.
| Група             | 2000.       | 2010.         |
| Белци             | 856 (91,5%) | 1.985 (89,7%) |
| Афроамериканци    | 5 (0,5%)    | 17 (0,8%)     |
| Азијати           | 1 (0,1%)    | 3 (0,1%)      |
| Хиспаноамериканци | 45 (4,8%)   | 159 (7,2%)    |
| Укупно            | 936         | 2.213         |